# Verín
Verín ist ein Ort und das Verwaltungszentrum einer Gemeinde (municipio) mit 13.798 Einwohnern (Stand: 2024) in der Provinz Ourense in der Autonomen Region (Comunidad Autónoma) Galicien im Nordwesten Spaniens. Er befindet sich ca. 10 km nördlich der portugiesischen Grenze und bildet eine wichtige Station auf dem Pilgerweg des Camino de Santiago Sanabrés. Heute ist der Ort für seine Mineralquellen Fontenova, Sousas und Cabreiroá bekannt.

## Lage und Klima
Der Kurort Verín liegt etwa 10 km nördlich der portugiesischen Grenze auf dem Ostufer des Rio Tâmega, einem Nebenfluss des Douro, in einer Höhe von ca. 360 m. Die Provinzhauptstadt Ourense befindet sich gut 70 km nordwestlich. Das vom Atlantik geprägte Klima ist gemäßigt und nicht selten regnerisch (ca. 905 mm/Jahr).

## Bevölkerungsentwicklung der Gemeinde
Quelle: INE-Archiv – grafische Aufarbeitung für Wikipedia

## Gemeindegliederung
Die Gemeinde Verín ist in 15 Parroquias gegliedert:
| Parroquias       | Patrozinium         | Einwohner 2024 | Fläche km² | Dichte Einw./km² | Höhe msnm | Ortskennzahl |
| ---------------- | ------------------- | -------------- | ---------- | ---------------- | --------- | ------------ |
| Ábedes           | Santa María         | 303            | 5,39       | 56               | 421       | 32085010000  |
| Cabreiroá        | San Salvador        | 147            | 8,31       | 18               | 398       | 32085020000  |
| Feces de Abaixo  | Santa María         | 291            | 6,66       | 44               | 385       | 32085030000  |
| Feces de Cima    | Santa María         | 59             | 10,31      | 6                | 420       | 32085040000  |
| Mandín           | Santa María         | 130            | 5,53       | 24               | 407       | 32085050000  |
| Mourazos         | San Martiño         | 122            | 9,52       | 13               | 394       | 32085060000  |
| Pazos            | San Fiz             | 716            | 4,88       | 147              | 383       | 32085070000  |
| Queirugás        | San Bartolomeu      | 68             | 8,14       | 8                | 474       | 32085080000  |
| Queizás          | San Pedro           | 396            | 3,16       | 125              | 373       | 32085090000  |
| A Rasela         | Santa María         | 349            | 3,36       | 104              | 421       | 32085100000  |
| Tamagos          | Santa María         | 151            | 6,64       | 23               | 419       | 32085110000  |
| Tamaguelos       | Santa María         | 151            | 6,52       | 23               | 373       | 32085120000  |
| Tintores         | Santa Cristina      | 439            | 3,09       | 142              | 393       | 32085130000  |
| Verín            | Santa María a Maior | 9.999          | 5,53       | 1.808            | 382       | 32085140000  |
| Vilamaior do Val | Santiago            | 291            | 7,20       | 40               | 429       | 32085150000  |

## Wirtschaft
| Ackerbau, Viehzucht und Fischerei                                                  | 0191  | 04,67  |
| Industrie                                                                          | 0397  | 09,70  |
| Bauwirtschaft                                                                      | 0256  | 06,26  |
| Dienstleistungsbetriebe                                                            | 3.248 | 079,37 |
| Total                                                                              | 4.092 | 100,00 |
| * Daten aus dem Statistischen Amt für Wirtschaftliche Entwicklung in Galicien, IGE |       |        |

An den Berghängen finden sich forstwirtschaftlich genutzte große Waldflächen mit teilweise sehr altem Baumbestand, häufig Kiefern. Das fruchtbare Tal ist geprägt durch den Weinbau, dessen Trauben den berühmten Wein von Monterrei ergeben.
Die klimatischen Bedingungen, die die Qualität des Weins begünstigen, werden durch milde Temperaturen im Winter, warme Sommer und geringe Niederschläge charakterisiert.

## Geschichte
Als älteste Siedlungsspuren gelten Funde jungsteinzeitlicher Keramik in der Ortschaft Santa Ana. Dolmen und Mámoas belegen die anhaltende Besiedlung ebenso die steinzeitlichen Skulpturen um Ábedes. Der keltische Stamm der Tamagani, hinterließ seine Spuren im Ortsnamen vieler Orte. Meilensteine als Wegzeichen zeugen von römischer Präsenz.
Erste urkundliche Erwähnungen mit dem Namen Verin stammen aus dem 9. und 10. Jahrhundert. Die Stadt im Herzen des fruchtbaren Tales von Monterrei entstand am Fuße der wichtigen mittelalterlichen Festung. Man bezeichnete den Ort als „Kopf des Tales von Baronceli“. Verin ist auch der Ort, wo Ordoño II. und der Vater des hl. Rosendo sich trafen, um die Gründung des Klosters von Ribas de Sil zu vereinbaren. Danach übernahm die nur ca. 4 km entfernte Nachbarstadt Monterrei die Herrschaft, bis Verín diese in der Neuzeit wiedererlangte.
Nach der Aufhebung der Grundherrschaften (Desamortisation) im ersten Drittel des 19. Jahrhunderts wurden zwei Gemeindebezirke gebildet: Verín und Mandín, die beide zum Amtsbezirk von Monterrei gehörten und sich im Jahr 1836 zur jetzigen Verín zusammenschlossen.
In Monterrei stand um das Jahr 1494 die erste Druckpresse Galiciens, auf der das Misal Auriense gedruckt wurde, von dem ein Exemplar in der Kathedrale von Ourense aufbewahrt wird.

## Sehenswürdigkeiten

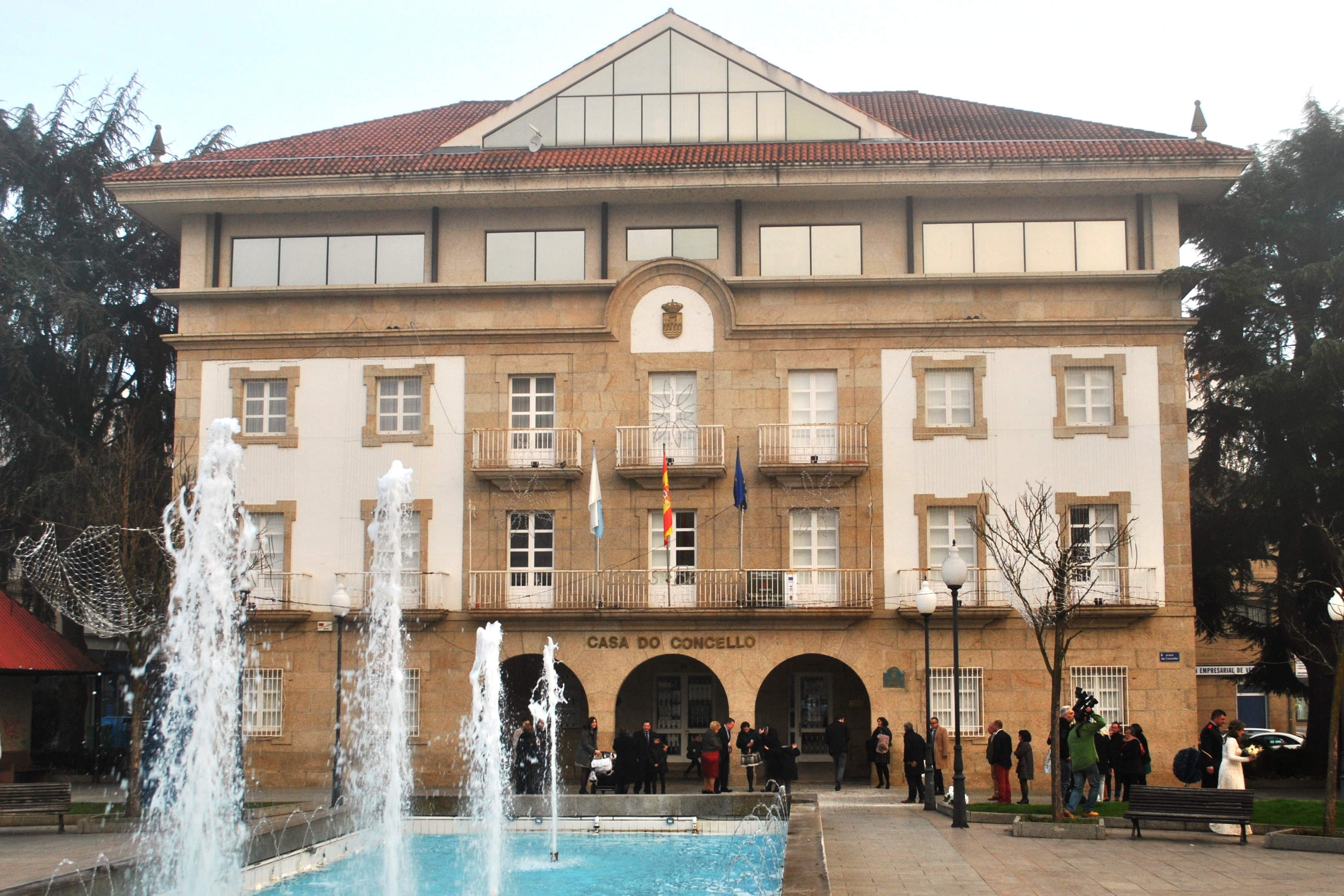
Verín – Rathaus (Casa do Concello)

- Besucher der Gemeinde Verín erreichen die Kleinstadt über die alte Brücke über den Fluss Támega, die Philipp II. bauen ließ, und die im Jahre 1759 durch den Grafen von Monterrei erneuert wurde.
- Die Altstadt mit ihren Plätzen und wappengeschmückten Häusern, wie dem Palacio Asistente, oder der Pazo de Acevedo, wo der König Felipe 'O Fermoso' („Felipe der Schöne“) logierte, ist recht eindrucksvoll.
- Das Kloster von Mercedarios mit barockem Turm und großer Balustrade und die Kirche von Santa María aus dem 16. Jahrhundert bilden eine interessante Einheit. Aufgrund seines künstlerischen Wertes muss die Figur Cristo das Batallas („Christus der Schlachten“) erwähnt werden, der sich in der Kirche befindet.
- Das Castillo de los Condes de Monterrey ist eine der monumentalsten Festungsanlagen Galiciens aus dem 15. Jahrhundert.
- Die Iglesia de Santa María de Gracia ist eine von Alfons X. gestiftete romanische Kirche aus dem 13. Jahrhundert.
- Weitere Kirchen und Kapellen bereichern das Ortsbild.

## Feste und Veranstaltungen
- Verín feiert das Fest des hl. Lazarus, das gleichzeitig mit dem Weinfest von Monterrei gefeiert wird. Außerdem feiert man hier das Fest Maios am 1. Mai, und am 8. September das Volksfest (Patronatsfest) der Gemeinde.
- Am 1. August ehrt die Pfarrei von Pazos den hl. Fiz, am 17. Januar ist das Volksfest des hl. Antón und das Fest der Paprikawurst in Abedes. Am 3., 11. und 23. jedes Monats wird der Markt von Verín abgehalten, bei welchem es an vielen Orten den in dieser Gegend traditionellen Pulpo („Krake“) zu essen gibt.
- Jedes Jahr wird vor Beginn der Karwoche der Entroido (Karneval / Fastnacht) groß gefeiert.

## Freizeitgestaltung
Die Gemeinde bietet neben den Flussufern des Támega auch Parkanlagen in Olivar, Alameda und Chaves, wo sich auch das Schwimmbad befindet. In nördlicher Richtung besteht ein Wanderweg am Flussufer in Richtung Tintores, daneben ein sogenannter Brunnenwanderweg, der am Fonte do Sapo beginnt und vorbei an Queirugas, dem Heiligtum von Remedios und dem Brunnen und Badekurort von Caldeliñas führt.
Richtung Süden wird Feces de Abaixo erreicht. Die Badekurorte sind vom Ortszentrum aus erreichbar, Fontenova ist einen, Sousas etwas mehr als zwei Kilometer entfernt. Nahe bei Sousas liegt Cabreiroá mit dem Naturraum Pozo do Demo und dem Berg Monte Maior, der eine gute Aussicht hat über das Tal und die Stadt bietet.